# Рейган, Нэнси
Нэнси Дэвис Рейган (англ. Nancy Davis Reagan, урождённая Анна Фрэнсис Роббинс (англ. Anne Frances Robbins), 6 июля 1921, Нью-Йорк — 6 марта 2016, Лос-Анджелес) — американская киноактриса, супруга 40-го президента США Рональда Рейгана, первая леди США с 1981 по 1989 год.

## Ранние годы
Родилась в Нью-Йорке в семье актрисы и торговца автомобилями, вскоре после рождения её родители развелись. Детство провела в Мэриленде, воспитывалась родными тётей и дядей, в то время как мать перемещалась по стране в поисках работы. Вскоре мать вышла замуж за известного нейрохирурга Лойала Дэвиса, после чего Нэнси вместе с родителями переехала в Чикаго, где окончила среднюю школу. С детства близкие называли её Нэнси, и, когда в 1935 году отчим официально её удочерил, она стала носить его фамилию Дэвис и имя Нэнси, став Нэнси Дэвис; под этим именем она снималась в кино и сохранила его и после замужества. С 1939 по 1943 годы обучалась в колледже в Массачусетсе, получила специализацию по английской драме.

## Актёрская карьера

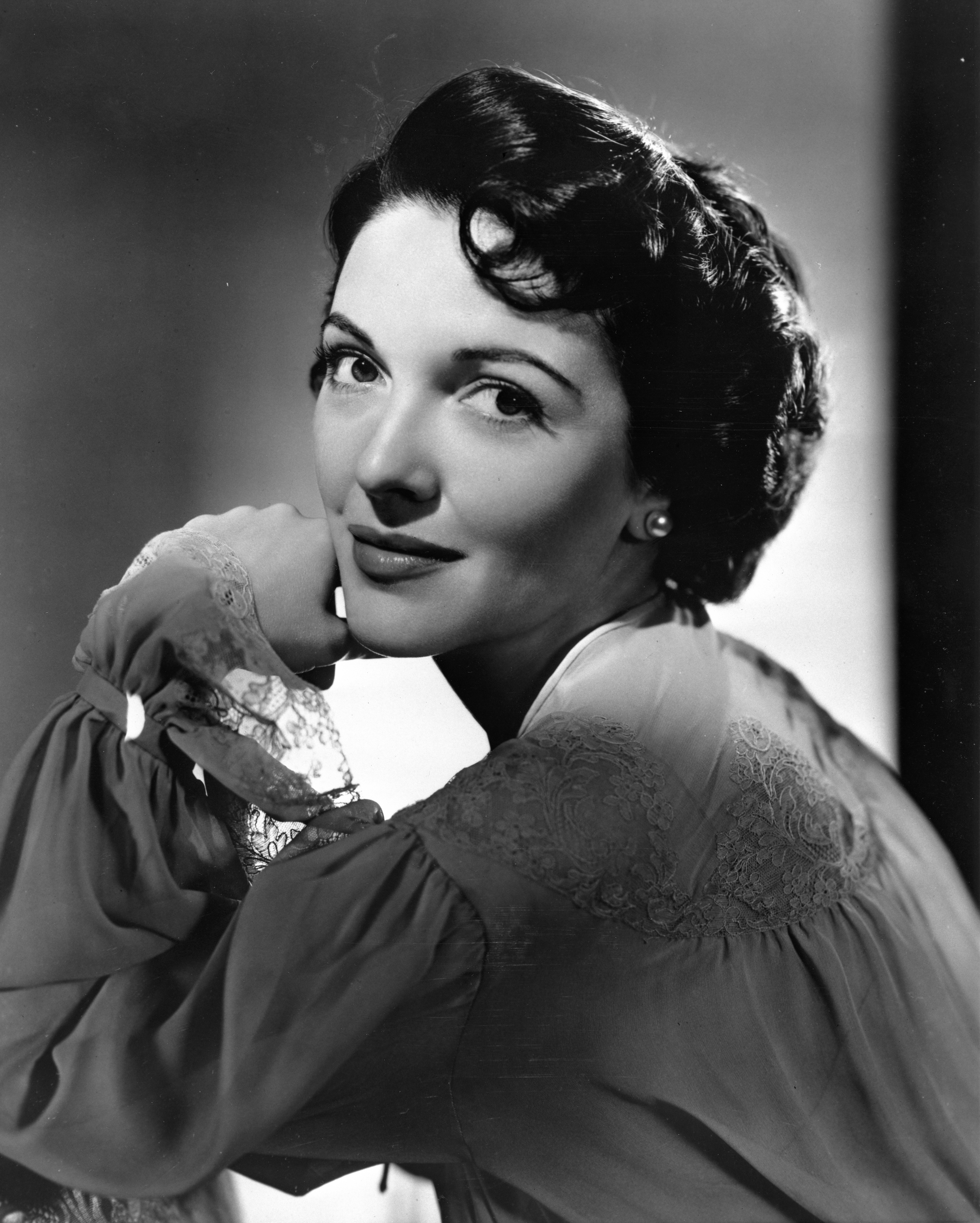
Нэнси Дэвис в 1950 году

В 1940 году Нэнси сыграла роль волонтера Национального фонда детского паралича (англ. National Foundation for Infantile Paralysis) в документальном фильме «Крестовый поход против полиомиелита» (англ. The Polio Crusade).
После окончания колледжа Дэвис переехала работать в Чикаго продавщицей в универмаге Маршалл Филд, а также помощницей медсестры. Следуя совету маминых коллег по театру, в том числе Сейзу Питтс, Уолтера Хьюстона, и Спенсера Трейси, она выбрала карьеру профессиональной актрисы. Свою первую роль она получила в 1949 году в фильме Ramshackle Inn.
В 1940—1950-х годах сыграла несколько главных ролей в Голливуде. Всего снялась в 11 фильмах.

## Брак и семья

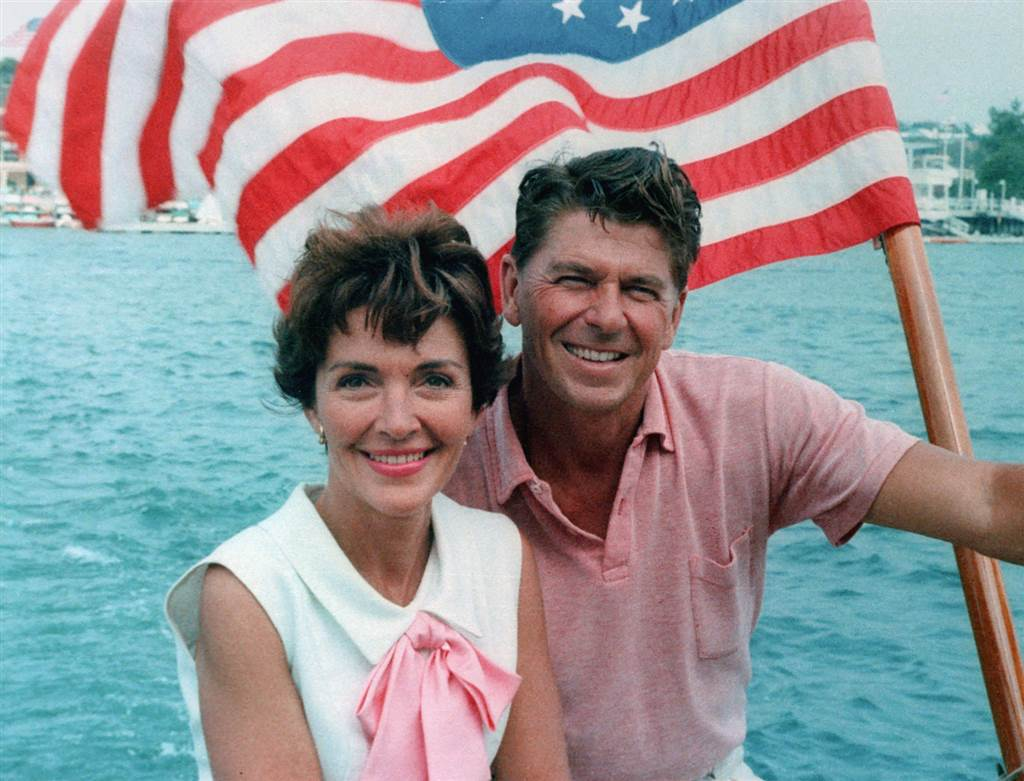
Нэнси и Рональд Рейган на лодке в 1964 году

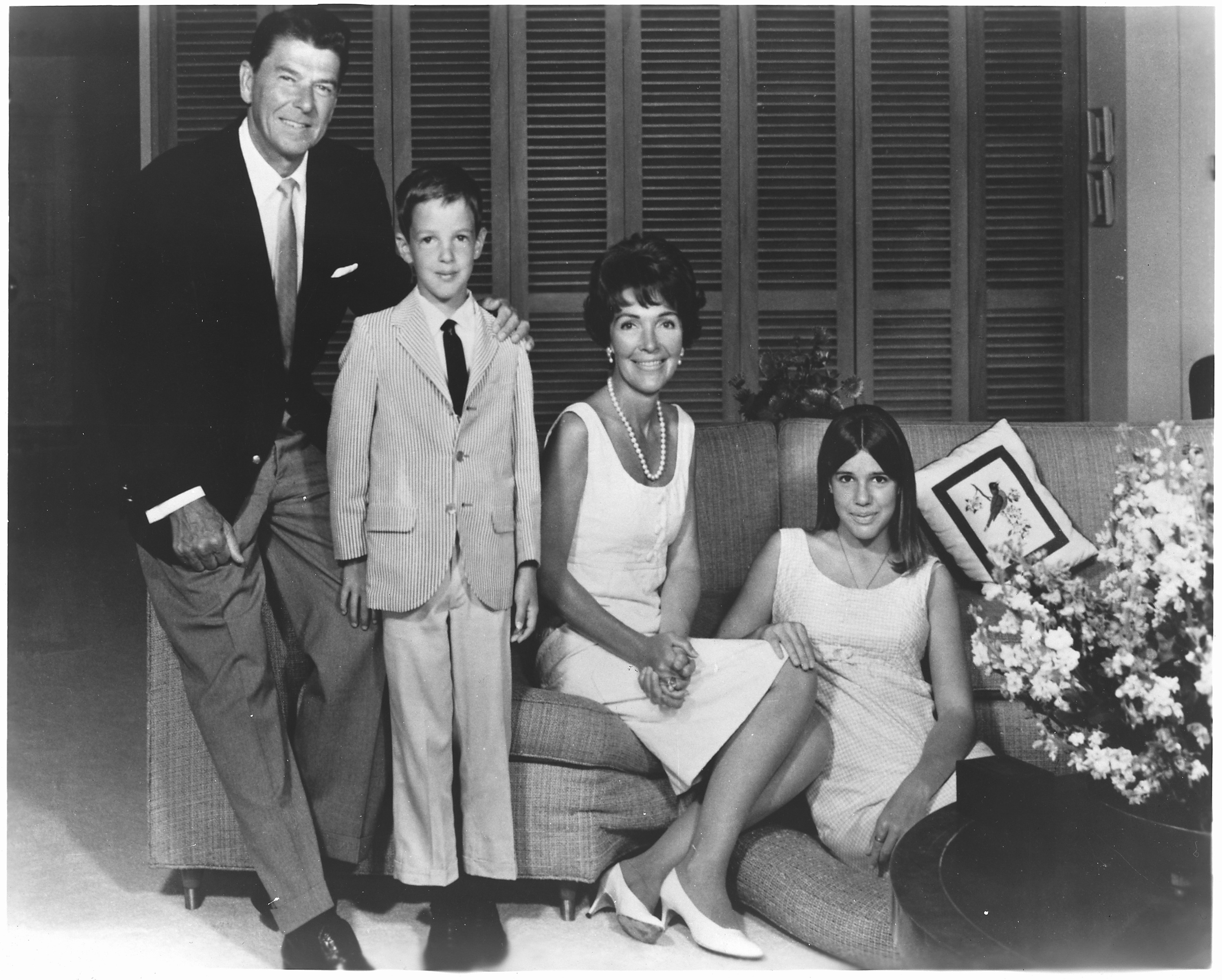
Семья Рейган в 1967 году, вскоре после инаугурации губернатора Калифорнии Рональда Рейгана

6 марта 1952 года вышла замуж за будущего президента США Рональда Рейгана, который в то время был президентом Гильдии актёров. Для Рональда Рейгана это был второй брак, от первого у него уже было двое детей.
Всего у Нэнси Рейган и Рональда Рейгана родилось двое детей. 21 октября 1952 года у них появилась Патрисия Анна Рейган (более известна под своим экранным псевдонимом Пэтти Дэвис). Сына, Рональда Прескотта Рейгана, Нэнси Рейган родила 20 мая 1958 года. Отношения с детьми у Нэнси Рейган складывались очень сложно, особенно напряжёнными отношения были с дочерью, которой консервативные взгляды её родителей, республиканцев, были чужды. Пэтти Дэвис написала много антирейгановских книг, присоединялась к антиправительственным движениям.

## Первая леди Калифорнии (1967—1975)
Нэнси Рейган известна также как Первая леди Калифорнии во время губернаторства её мужа. Хоть она и подвергалась критике (в частности за строительство новой губернаторской резиденции), в целом у жителей штата осталось о ней хорошее впечатление.

## Роль в президентских кампаниях 1976 и 1980 годов
После принятия Рональдом Рейганом решения баллотироваться в президенты в 1976 году Нэнси изначально была против решения мужа, считая, что президентская кампания сильно повлияет на их семейные отношения, но в результате активно помогала мужу. Во время президентской кампании контролировала многие процессы, организовывала пресс-конференции, следила за персоналом. Несмотря на это, первую свою кампанию Рейган проиграл на предварительном этапе другому кандидату от Республиканской партии Джеральду Форду. В следующей кампании в 1980 году Рональд Рейган одержал победу, став Президентом США. Эксперты считают, что один из основных вкладов в победу мужа внесла Нэнси, определяя её роль в этой кампании как очень значительную.

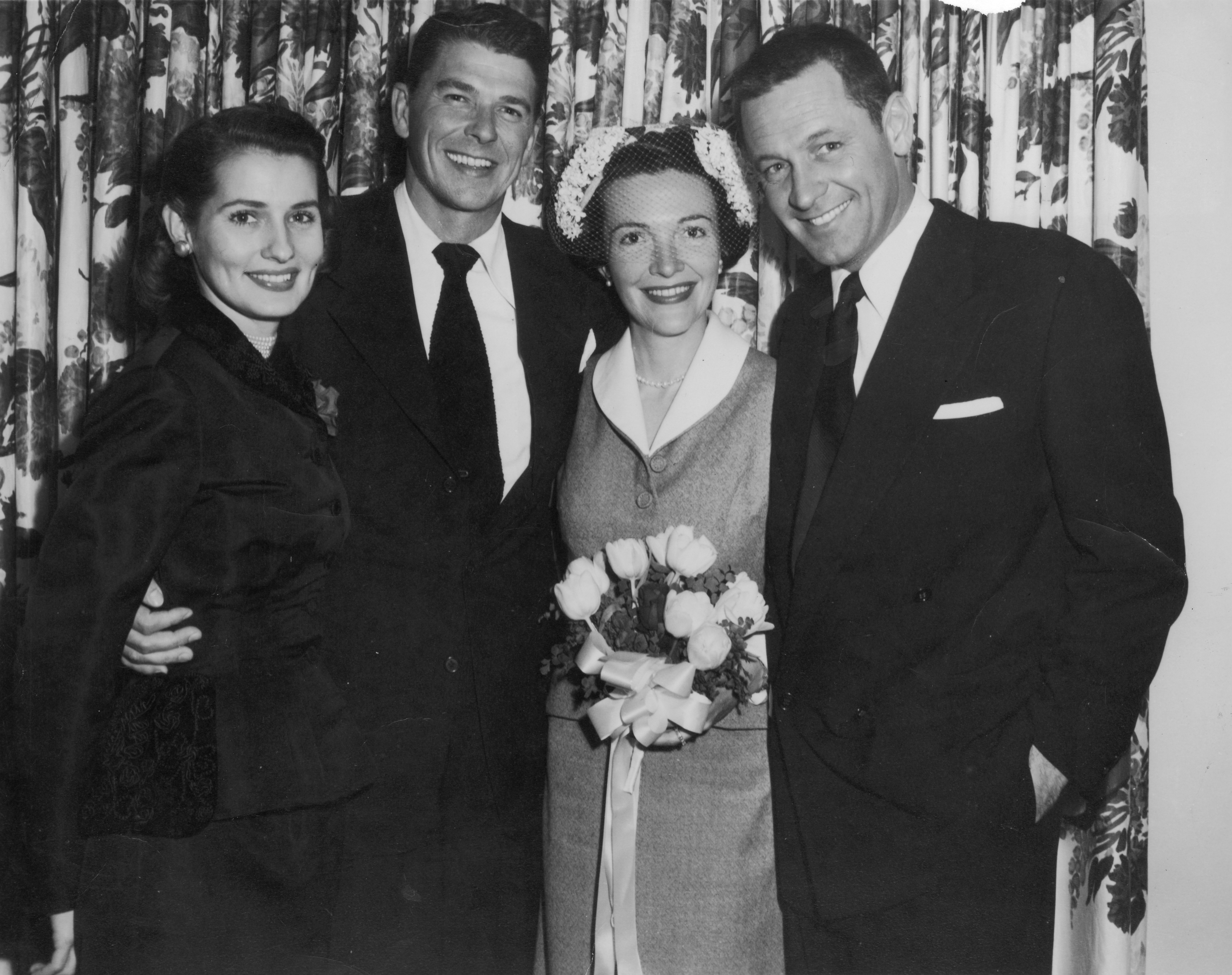
Свадьба Нэнси и Рональда Рейган, 1952 год. На фото вместе с актером Уильямом Холденом и его женой Брендой Маршалл.

## Первая леди США (1981—1989)

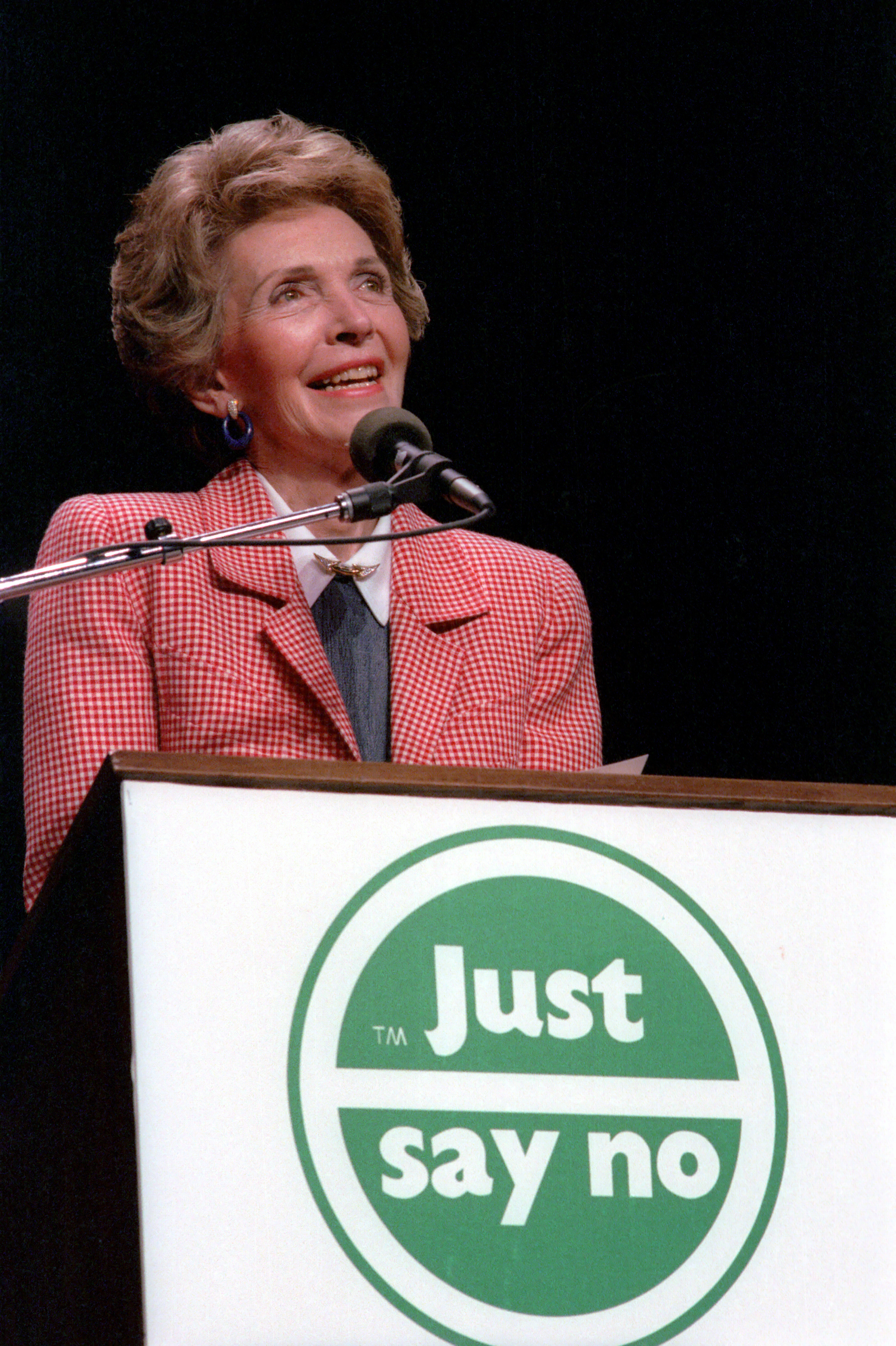
«Просто скажи "Нет!"». Нэнси Рейган в Лос-Анджелесе

Во время президентства мужа выполняла обычные обязанности первой леди, наиболее известна развёрнутая ею кампания по борьбе с наркотиками Просто скажи «нет» (англ. Just Say No), за эту кампанию подвергалась критике из-за большого расходования государственных средств. После второго президентства мужа расширила кампанию до международного масштаба, привлекая к работе первых леди других государств.
Нэнси Рейган потратила 800 тысяч $ на косметический ремонт Белого дома и ещё 200 тысяч из суммы частных пожертвований на покупку нового фарфорового сервиза для резиденции, за что подверглась сильной критике. На свой костюм, надетый в день инаугурации президента, она потратила 25 тысяч.
На фоне обаятельного мужа Нэнси служила своеобразным «громоотводом» для критики администрации Рейгана. Согласно опросу института Гэллапа, в конце 1981 года у неё был самый высокий показатель неодобрения из всех первых леди — 26 %. Сотрудники Западного (т. е. президентского) крыла Белого дома за глаза прозвали её «Эвитой». Благодаря её давлению были уволены советники по национальной безопасности Ричард Аллен и Уильям Кларк, министр внутренних дел Джеймс Уотт, министр здравоохранения Маргарет Хеклер и руководитель аппарата президента Дональд Риган (вместо Ригана она способствовала назначению Джеймса Бейкера, хотя её муж склонялся в сторону Эдвина Меза). Также из-за её критики была окончена политическая карьера Оливера Норта.
Во время холодной войны часто встречалась с первой леди СССР Раисой Горбачёвой, в отличие от мужей, близких и доверительных отношений у них не возникло. Нэнси Рейган посчитала Раису Максимовну сложной в общении. По свидетельству советских очевидцев, Нэнси Рейган раздражало знание Горбачёвой истории США и архитектуры Белого дома, поскольку та часто перебивала её во время экскурсии по Белому дому.

## Последующая жизнь
После окончания президентского срока Рональда Рейгана Нэнси с мужем переехали жить в Калифорнию. В 1989 году Нэнси Рейган основала благотворительный фонд собственного имени.
В 1994 году Рональду Рейгану был поставлен диагноз болезнь Альцгеймера, после этого Нэнси Рейган посвятила себя уходу за мужем.
После кончины Рональда Рейгана занималась общественной работой, поддерживала исследования в области стволовых клеток для помощи больным болезнью Альцгеймера.
В 2000 году награждена высшей наградой США — Золотой медалью Конгресса.
В 2011 году, согласно социологическим опросам, признана самой популярной «Первой леди» за всю историю США.
Нэнси Рейган умерла от сердечной недостаточности 6 марта 2016 года, на 95-м году жизни, в день 64-й годовщины их свадьбы с Рональдом Рейганом. Похоронена рядом с мужем неподалёку от президентской библиотеки Рейгана в Сими-Вэлли.

## Память
В 2022 году в США была выпущена почтовая марка в честь столетия со дня рождения Нэнси Рейган, но празднование которого было отложено из-за пандемии COVID-19. На марке изображен официальный портрет Рейган в Белом доме 1987 года работы художника Аарона Шиклера. Марку презентовали первая леди Джилл Байден, генеральный почтмейстер Луи ДеДжой, племянница Рейган Энн Петерсон и председатель Президентского фонда и института Рональда Рейгана Фред Райан. Появление марки вызвало критику со стороны ЛГБТ, так как церемония пришлась на первый день месяца прайда и из-за позиции президентской четы в 1980-х годах относительно эпидемии СПИД.

## Фильмография
| Год       |   | Русское название             | Оригинальное название                     | Роль                    |
| --------- | - | ---------------------------- | ----------------------------------------- | ----------------------- |
| 1949      | с | Телевизионный театр Филко    | The Philco Television Playhouse           | н/д                     |
| 1949      | ф | —                            | The Doctor and the Girl                   | Мариэтт Эсмонд          |
| 1949      | ф | Ист-Сайд, Вест-Сайд          | East Side, West Side                      | Хелен Ли                |
| 1950      | ф | Тень на стене                | Shadow on the Wall                        | доктор Кэролайн Кэнфорд |
| 1950      | ф | Вы услышите следующий голос… | The Next Voice You Hear…                  | миссис Мэри Смит        |
| 1951      | ф | Из ночи в утро               | Night Into Morning                        | миссис Кэтрин Мид       |
| 1951      | ф | Эта большая страна           | It’s a Big Country: An American Anthology | мисс Коулман            |
| 1952      | ф | Тень в небесах               | Shadow in the Sky                         | Бетти Хопке             |
| 1952      | ф | Разговоры о незнакомце       | Talk About a Stranger                     | Марж Фонтейн            |
| 1953      | с | Телевизионный театр Форда    | The Ford Television Theatre               | Лора Гленн              |
| 1953      | ф | Мозг Донована                | Donovan’s Brain                           | Дженис Кори             |
| 1953—1954 | с | Театр звёзд Шлица            | Schlitz Playhouse of Stars                | Хелен / Нэн Гейдж       |
| 1956—1961 | с | Театр «Дженерал Электрик»    | General Electric Theater                  | разные персонажи        |
| 1955      | с | Кульминация                  | Climax!                                   | Кэрол Питерсон          |
| 1957      | ф | Морские ведьмы               | Hellcats of the Navy                      | Хелен Блэр              |
| 1958      | ф | Вынужденная посадка          | Crash Landing                             | Хелен Уильямс           |
| 1961      | с | Театр Зейна Грея             | Zane Grey Theater                         | Эми Лоусон              |
| 1961      | с | —                            | The Tall Man                              | Сара Уайли              |
| 1962      | с | Шоу Дика Пауэлла             | The Dick Powell Show                      | Флора Робертс           |
| 1962      | с | 87-й полицейский участок     | 87th Precinct                             | Дайан Кинг              |
| 1962      | с | Караван повозок              | Wagon Train                               | миссис Бакстер          |